# Kriva
Kriva (szlovákul Krivá) község Szlovákiában, a Zsolnai kerület Alsókubini járásában.

## Fekvése
Alsókubintól 20 km-re északkeletre, az Árva-folyó bal partján fekszik.

## Története
1575-ben említik „Krywa” néven. A falu a 16. század középén az árvai vár majorságából fejlődött ki. A Thurzó család birtoka volt. A kuruc harcokban feldúlták, később fazekasai tették híressé a vármegyében.
A 18. század végén Vályi András így ír róla: „Tót falu Árva Várm. földes Ura a’ K. Kamara, lakosai katolikusok, fekszik Thúrdossintól 1 mértföldnyire, Árva vize mellett Dubovának filiája, határja jó, vagyonnyai külömbfélék.”
Fényes Elek 1851-ben kiadott geográfiai szótárában így ír a faluról: „Kriva, tót falu, Árva vm., 663 kath., 12 zsidó lak. Földe termékeny. Sessioja 47. Gyolcsot készit, s azzal kereskedik. F. u. az árvai urad. Ut. p. Rosenberg.”
1899-ben nevét „Somliget”-re magyarosították, de ez nem bizonyult maradandónak. A trianoni diktátumig Árva vármegye Vári járásához tartozott.

## Népessége
| Év:            | 1994. | 2004.   | 2014.   | 2024.   |
| -------------- | ----- | ------- | ------- | ------- |
| Emberek száma: | 756   | 794     | 800     | 795     |
| Eltérés:       |       | +5,02 % | +0,75 % | -0,62 % |

| Év:            | 2023. | 2024.   |
| -------------- | ----- | ------- |
| Emberek száma: | 816   | 795     |
| Eltérés:       |       | -2,57 % |

1910-ben 622, túlnyomórészt szlovák anyanyelvű lakosa volt.
2001-ben 775 lakosából 774 fő szlovák volt.
2011-ben 801 lakosából 790 fő szlovák volt.

## Nevezetességei
- Szent József titulusú plébániatemploma 1926-ban épült.
- A Fatimai Szűzanya és a Fájdalmas Szűz tiszteletére szentelt kápolnák 1945-ben épültek.
- Az út mentén egy 19. század eleji barokk kápolna is áll.
- Még látható néhány gerendaház és egy 1898-ban fából épített malom.

## Híres szülöttei
- Itt született boldog Zdenka Schelingová (1916. december 24. – Nagyszombat, 1955. július 31.), Szent Kereszt irgalmas nővérek rendi apáca
- Itt született Alojz Habovštiak (1932. május 9. – 2000. június 11.) szlovák régész
- Itt született Anton Habovštiak (1924. szeptember 24. – 2004. április 14.) szlovák nyelvész, író, publicista
- Itt született Jozef August Mikuš (1909. július 9. – 2005. május 19.) szlovák diplomata, író, publicista, politológus